# 山前譲
山前 譲（やままえ ゆずる、1956年1月7日 - ）は、日本の推理小説研究家。北海道生まれ。北海道大学理学部地球物理学科卒業。雑誌『幻影城』のファンクラブ「怪の会」の元会員。ミステリー文学資料館編集委員。

## 略歴
建設土木コンサルタント会社に勤めたのち、1982年に私淑していた鮎川哲也の『戌神はなにを見たか』（講談社文庫）の解説を執筆。幅広い推理小説の知識を持ち、解説のほかにアンソロジーの編纂も多い。
2003年、『幻影の蔵』（新保博久との共著）で第56回日本推理作家協会賞（評論その他の部門）を受賞。著書に『日本ミステリーの100年』がある。

## 著書
- 日本ミステリーの100年 おすすめ本ガイド・ブック（2001年3月、知恵の森文庫）
- 幻影の蔵―江戸川乱歩探偵小説蔵書目録（2002年、新保博久、山前譲共著、東京書籍）

## 編纂・監修

### 江戸川乱歩全集
- 孤島の鬼（2003年8月 光文社文庫）
- 大暗室（2003年8月 光文社文庫）
- 黄金仮面（2003年9月 光文社文庫）
- 黒蜥蜴（2003年10月 光文社文庫）
- 幻影城（2003年11月 光文社文庫）
- 悪魔の紋章（2003年12月 光文社文庫）
- 新宝島（2004年1月 光文社文庫）
- 三角館の恐怖（2004年2月 光文社文庫）
- 続・幻影城（2004年3月 光文社文庫）
- 透明人間（2004年4月 光文社文庫）
- 緑衣の鬼（2004年5月 光文社文庫）
- 目羅博士の不思議な犯罪（2004年6月 光文社文庫）
- 屋根裏の散歩者（2004年7月 光文社文庫）
- パノラマ島綺譚（2004年8月 光文社文庫）
- 十字路（2004年9月 光文社文庫）
- 月と手袋（2004年10月 光文社文庫）
- 魔術師（2004年11月 光文社文庫）

### 江戸川乱歩コレクション
1. 乱歩打明け話（1994年11月 河出文庫） - 共編：新保博久
2. クリスティーに脱帽 海外ミステリ論集（1995年3月 河出文庫） - 共編：新保博久
3. 一人の芭蕉の問題 日本ミステリ論集（1995年4月 河出文庫） - 共編：新保博久
4. 変身願望（1994年12月 河出文庫） - 共編：新保博久
5. 群集の中のロビンソン（1995年1月 河出文庫） - 共編：新保博久
6. 謎と魔法の物語 自作に関する解説（1995年6月 河出文庫） - 共編：新保博久

### 本格推理展覧会
1. 密室の奇術師（1995年8月 青樹社文庫） - 監修：鮎川哲也
2. 犯罪者の時間（1995年11月 青樹社文庫）
3. 凶器の蒐集家（1996年2月 青樹社文庫）
4. 迷宮の旅行者（1999年10月 青樹社文庫） - 監修：鮎川哲也
5. 名探偵の憂鬱（2000年7月 青樹社文庫） - 監修：鮎川哲也

### 七人の名探偵シリーズ
1. 七人の刑事（1998年1月 廣済堂ブルーブックス）
2. 七人の警部（1998年4月 廣済堂ブルーブックス）
3. 七人の女探偵（1998年6月 廣済堂ブルーブックス）

### 女性ミステリー作家傑作選
- 赤のミステリー（1997年12月 光文社）
- 白のミステリー（1997年12月 光文社）
  - 【再編集・改題】殺意の宝石箱（1999年9月 光文社文庫）
  - 【再編集・改題】恐怖の化粧箱（1999年10月 光文社文庫）
  - 【再編集・改題】秘密の手紙箱（1999年11月 光文社文庫）

### 小説推理傑作選
- そして謎解きへ（1996年11月 双葉社）
- いつか心の奥へ（1997年9月 双葉社）
- さらに不安の闇へ（1998年1月 双葉社）

### 鉄道ミステリー名作館
- 全席死定（2004年3月 徳間文庫）
- 葬送列車（2004年4月 徳間文庫）
- 愛憎発殺人行（2004年5月 徳間文庫）

### その他
- 推理小説雑誌細目総覧 昭和20年代篇（1985年8月 推理小説文献資料研究会）
- 十二支殺人事件 干支アンソロジー（1991年12月 天山文庫）
- 12星宮殺人事件（1993年12月 飛天文庫） - 著者：赤川次郎
- 古寺巡礼殺人事件（1994年7月 飛天文庫） - 著者：西村京太郎
- 乱歩【上】（1994年9月 講談社） - 共編：新保博久
- 乱歩【下】（1994年9月 講談社） - 共編：新保博久
- 真夜中の密室（1995年5月 飛天文庫）
- 黒い軍旗（1995年9月 飛天文庫）
- 江戸川乱歩 日本探偵小説事典（1996年10月 河出書房新社） - 共編：新保博久
- 森村誠一読本（1998年10月 ケイエスエス）
- 金曜の夜は、ラブ・ミステリー 男の秘密、女の秘密（2000年1月 王様文庫）
- 湯の街殺人旅情 日本ミステリー紀行（2000年2月 青樹社文庫）
- 海外トラベル・ミステリー（2000年4月 王様文庫）
- ミステリー・チャレンジシリーズ2 犯人はだれだ?（2001年4月 白石ノベルス）
- 幻影の蔵 江戸川乱歩探偵小説蔵書目録（2002年10月 東京書籍） - 共編：新保博久
- 本格一筋六十年想い出の鮎川哲也（2002年12月 東京創元社）
- 殺意の海 釣りミステリー傑作選（2003年9月 徳間文庫）
- 名探偵登場! 日本ミステリー名作館（2004年11月 KKベストセラーズ）
- 西村京太郎鉄道ミステリーの旅（ポスト・サピオムック)
- ときめき ミステリアンソロジー（2005年1月 広済堂文庫）
- 文豪の探偵小説（2006年11月 集英社文庫）
- 江戸川乱歩小説キーワード辞典（2007年7月 東京書籍） - 著者：平山雄一、共監：新保博久
- 文豪のミステリー小説（2008年2月 集英社文庫）
- ねこ!ネコ!猫! Nekoミステリー傑作選（2008年10月 徳間文庫）
- 探偵雑誌目次総覧（2009年6月 日外アソシエーツ） - 監修：ミステリー文学資料館
- 乱歩・正史・風太郎（2009年11月 出版芸術社） - 著者：高木彬光
- 判決 法廷ミステリー傑作集（2010年3月 徳間書店）
- この謎が解けるか? 鮎川哲也からの挑戦状! 1（2012年2月 出版芸術社） - 著者：鮎川哲也、共編：芦辺拓
- この謎が解けるか? 鮎川哲也からの挑戦状! 2（2012年4月 出版芸術社） - 著者：鮎川哲也、共編：芦辺拓
- 鉄ミス倶楽部 東海道新幹線50（2014年9月 光文社文庫）
- THE名探偵 ミステリーアンソロジー（2014年9月 ジョイ・ノベルス）
- THE密室 ミステリーアンソロジー（2014年9月 ジョイ・ノベルス）
- 日本縦断世界遺産殺人紀行（2014年12月 ジョイ・ノベルス）
- 死を招く乗客 ミステリーアンソロジー（2015年2月 ジョイ・ノベルス）
- 京都綺談（2015年6月 実業之日本社）

## 解説
- 鮎川哲也「戌神はなにを見たか」（1983年4月 講談社文庫）
- 赤川次郎「沈める鐘の殺人」（1986年7月 講談社文庫）
- 日下圭介「血の色の花々の伝説」（1987年5月 講談社文庫）
- 津村秀介「紅葉坂殺人事件」（1987年9月 講談社文庫）
- 赤川次郎「棚から落ちて来た天使」（1989年9月 講談社文庫）
- 赤川次郎「三姉妹探偵団4」（1990年3月 講談社文庫）
- 長井彬「M8の殺意」（1990年9月 講談社文庫）
- 津村秀介「寝台特急18時間56分の死角」（1991年1月 講談社文庫）
- 大藪春彦「アウトバーン０号作戦」(1992年9月 光文社文庫)
- 津村秀介「異域の死者 上野着17時40分の死者」（1992年10月 講談社文庫）
- 赤川次郎「結婚記念殺人事件」（1992年10月 講談社文庫）
- 山村美紗「恋盗人」（1993年3月 講談社文庫）
- 我孫子武丸「メビウスの殺人」（1993年5月 講談社文庫）
- 阿井渉介「湖列車連殺行」（1993年8月 講談社文庫）
- 西村京太郎「愛と憎しみの高山本線」（1993年8月 文春文庫）
- 泡坂妻夫「砂のアラベスク」（1993年10月 文春文庫）
- 胡桃沢耕史「女子高生は諜報員」（1993年10月 講談社文庫）
- 津村秀介「寝台急行銀河の殺意」（1993年11月 講談社文庫）
- 中町信「下北の殺人者」（1993年12月 講談社文庫）
- 峰隆一郎「殺人急行北の逆転240秒」（1994年5月 講談社文庫）
- 斎藤澪「炎まつり殺人事件」（1994年6月 講談社文庫）
- 津村秀介「恵那峡殺人事件」（1994年6月 講談社文庫）
- 深谷忠記「房総・武蔵野殺人ライン」（1994年6月 講談社文庫）
- 宇神幸男「消えたオーケストラ」（1994年7月 講談社文庫）
- 高木彬光「神津恭介の予言」（1994年9月 出版芸術社）
- 津村秀介「横須賀線殺人事件」（1994年12月 講談社文庫）
- 松本清張「一九五二年日航機「撃墜」事件」（1994年12月 角川文庫）
- 津村秀介「能登の密室」（1995年4月 講談社文庫）
- 赤川次郎「豪華絢爛殺人事件」（1995年6月 講談社文庫）
- 中町信「湯煙りの密室」（1995年7月 講談社文庫）
- 佐野洋「推理日記5」（1995年8月 講談社文庫）
- 笹沢左保「一方通行」（1995年11月 講談社文庫）
- 津村秀介「海峡の暗証」（1996年6月 講談社文庫）
- 高木彬光「神津恭介の回想」（1996年6月 出版芸術社）
- 中町信「津和野の殺人者」（1996年7月 講談社文庫）
- 折原一「水の殺人者」（1996年8月 講談社文庫）
- 岩崎正吾「異説本能寺 信長殺すべし」（1996年9月 講談社文庫）
- 阿井渉介「虹列車の悲劇」（1996年12月 講談社文庫）
- 赤川次郎「妖怪変化殺人事件」（1997年1月 講談社文庫）
- 阿井渉介「黒い列車の悲劇」（1997年3月 講談社文庫）
- 川田弥一郎「死の人工呼吸」（1997年6月 講談社文庫）
- 津村秀介「東北線殺人事件 久慈・熱海殺人ルート」（1997年6月 講談社文庫）
- 浅川純「水戸・日立ビジネス特急誘拐事件」（1997年8月 講談社文庫）
- 西村京太郎「恐怖の海 東尋坊」（1997年12月 文春文庫）
- 佐野洋「動詞の考察」（1997年12月 講談社文庫）
- 津村秀介「飛騨の陥穽」（1998年1月 講談社文庫）
- 和久峻三「濡れ髪明神殺人事件」（1998年3月 講談社文庫）
- 赤川次郎「死神のお気に入り 三姉妹探偵団12」（1998年4月 講談社文庫）
- 津村秀介「山陰の隘路」（1998年4月 講談社文庫）
- 南里征典「六本木芳熟夫人」（1998年8月 講談社文庫）
- 赤川次郎「流行作家殺人事件」（1999年1月 講談社文庫）
- 山村美紗「京都恋供養殺人事件」（1999年2月 講談社文庫）
- 峰隆一郎「寝台特急『瀬戸』鋼鉄の柩」（1999年3月 講談社文庫）
- 赤川次郎「次女と野獣 三姉妹探偵団13」（1999年4月 講談社文庫）
- 笹沢左保「死の追走」（1999年10月 講談社文庫）
- 栗本薫「ウンター・デン・リンデンの薔薇 六道ヶ辻」（2000年3月 角川文庫）
- 阿井渉介「雪花嫁の殺人 警視庁捜査一課事件簿」（2002年1月 講談社文庫）
- 赤川次郎「ABCD殺人事件」（2002年1月 講談社文庫）
- 津村秀介「伊豆の朝凪 米沢着15時27分の死者」（2002年4月 講談社文庫）
- 赤川次郎「三姉妹、呪いの道行 三姉妹探偵団16」（2002年5月 講談社文庫）
- 太田蘭三「奥多摩殺人渓谷」（2003年1月 講談社文庫）
- 鮎川哲也「竜王氏の不吉な旅 三番館の全事件1」（2003年2月 出版芸術社）
- 鮎川哲也「クライン氏の肖像 三番館の全事件3」（2003年4月 出版芸術社）
- 内田康夫「伊香保殺人事件」（2003年6月 講談社文庫）
- 赤川次郎「三姉妹、初めてのおつかい 三姉妹探偵団17」（2003年9月 講談社文庫）
- 今野敏「アキハバラ」（2004年2月 中公文庫）
- 内田康夫「華の下にて」（2004年2月 講談社文庫）
- 赤川次郎「恋の花咲く三姉妹 三姉妹探偵団18」（2005年6月 講談社文庫）
- 伊野上裕伸「医師会の闇 震えるメス」（2005年9月 文春文庫）
- 山田宗樹「黒い春」（2005年10月 幻冬舎文庫）
- 赤川次郎「月もおぼろに三姉妹 三姉妹探偵団19」（2006年7月 講談社文庫）
- 江戸川乱歩「黒蜥蜴 江戸川乱歩ベストセレクション5」（2009年1月 角川ホラー文庫）
- 伊野上裕伸「抹殺 病院探偵水本玲」（2009年6月 中公文庫）
- 赤川次郎「MとN探偵局 悪魔を追い詰めろ!」（2011年10月 実業之日本社文庫)
- 西村京太郎「十津川警部捜査行 殺意を運ぶリゾート特急」（2012年10月 実業之日本社文庫）
- 本格ミステリ作家クラブ 編『空飛ぶモルグ街の研究』（2013年1月 講談社文庫）
- 内田康夫「風の盆幻想」（2013年6月 実業之日本社文庫)
- 梓林太郎「私立探偵・小仏太郎 秋山郷 殺人秘境」（2013年6月 実業之日本社文庫)
- 内田康夫「平城山を越えた女」（2013年11月 文春文庫）
- 内田康夫「多摩湖畔殺人事件」（2014年1月 光文社文庫）